# Kashiwa Reysol
Kashiwa Reysol är ett fotbollslag ifrån Kashiwa i Japan. Laget spelar för närvarande (2020) i den högsta proffsligan J1 League.  Kashiwa Reysol grundades 1940. Dess arena heter Sankyo Frontier Kashiwa Stadium och har en kapacitet på 20 000 åskådare. Tränaren heter Shinichiro Takahashi. 

## Titlar
- J. League:
  - 2011

- J. League Cup:
  - 1999, 2013

## Placering tidigare säsonger
| Säsong | Nivå | Liga      | Placering | Referens | Notering |
| ------ | ---- | --------- | --------- | -------- | -------- |
| 1995   | 1    | J1 League | 12        | [ 2 ]    |          |
| 1996   | 1    | J1 League | 5         | [ 3 ]    |          |
| 1997   | 1    | J1 League | 7         | [ 4 ]    |          |
| 1998   | 1    | J1 League | 8         | [ 5 ]    |          |
| 1999   | 1    | J1 League | 3         | [ 6 ]    |          |
| 2000   | 1    | J1 League | 3         | [ 7 ]    |          |
| 2001   | 1    | J1 League | 6         | [ 8 ]    |          |
| 2002   | 1    | J1 League | 12        | [ 9 ]    |          |
| 2003   | 1    | J1 League | 12        | [ 10 ]   |          |
| 2004   | 1    | J1 League | 16        | [ 11 ]   |          |
| 2005   | 1    | J1 League | 16        | [ 12 ]   |          |
| 2006   | 2    | J2 League | 2         | [ 13 ]   |          |
| 2007   | 1    | J1 League | 8         | [ 14 ]   |          |
| 2008   | 1    | J1 League | 11        | [ 15 ]   |          |
| 2009   | 1    | J1 League | 16        | [ 16 ]   |          |
| 2010   | 2    | J2 League | 1         | [ 17 ]   |          |
| 2011   | 1    | J1 League | 1         | [ 18 ]   | Mästare  |
| 2012   | 1    | J1 League | 6         | [ 19 ]   |          |
| 2013   | 1    | J1 League | 10        | [ 20 ]   |          |
| 2014   | 1    | J1 League | 4         | [ 21 ]   |          |
| 2015   | 1    | J1 League | 10        | [ 22 ]   |          |
| 2016   | 1    | J1 League | 8         | [ 23 ]   |          |
| 2017   | 1    | J1 League | 4         | [ 24 ]   |          |
| 2018   | 1    | J1 League | 17        | [ 25 ]   |          |
| 2019   | 2    | J2 League | 1         | [ 26 ]   |          |
| 2020   | 1    | J1 League | 7         | [ 27 ]   |          |
| 2021   | 1    | J1 League | 15        | [ 28 ]   |          |
| 2022   | 1    | J1 League | 7         | [ 29 ]   |          |
| 2023   | 1    | J1 League | 17        | [ 30 ]   |          |
| 2024   | 1    | J1 League | 17        | [ 31 ]   |          |

## Spelartrupp
Aktuell 23 april 2022.
| Nr | Land      | Pos | Namn                    |
| -- | --------- | --- | ----------------------- |
| 1  | Japan     | MV  | Haruki Saruta           |
| 2  | Japan     | F   | Hiromu Mitsumaru        |
| 3  | Japan     | F   | Yuji Takahashi          |
| 4  | Japan     | F   | Taiyo Koga              |
| 5  | Brasilien | F   | Emerson Santos          |
| 6  | Japan     | MF  | Keiya Shiihashi         |
| 7  | Japan     | MF  | Hidekazu Otani (kapten) |
| 8  | Japan     | MF  | Keita Nakamura          |
| 9  | Japan     | A   | Yuki Muto               |
| 10 | Brasilien | MF  | Matheus Sávio           |
| 13 | Japan     | F   | Kengo Kitazume          |
| 14 | Japan     | MF  | Tomoya Koyamatsu        |
| 15 | Japan     | F   | Yuta Someya             |
| 18 | Sydkorea  | MV  | Kim Seung-gyu           |
| 19 | Japan     | A   | Mao Hosoya              |
| 21 | Japan     | MV  | Masato Sasaki           |
| 22 | Brasilien | MF  | Dodi                    |
| 23 | Japan     | F   | Wataru Iwashita         |
| 24 | Japan     | F   | Naoki Kawaguchi         |

| Nr | Land      | Pos | Namn              |
| -- | --------- | --- | ----------------- |
| 25 | Japan     | F   | Takuma Ominami    |
| 27 | Japan     | MF  | Masatoshi Mihara  |
| 28 | Japan     | MF  | Sachiro Toshima   |
| 29 | Brasilien | MF  | Rodrigo Angelotti |
| 30 | Japan     | MF  | Takuto Kato       |
| 32 | Japan     | F   | Hayato Tanaka     |
| 33 | Japan     | F   | Takuma Otake      |
| 34 | Japan     | MF  | Takumi Tsuchiya   |
| 35 | Japan     | A   | Hidetaka Maie     |
| 36 | Japan     | MF  | Yuto Yamada       |
| 37 | Japan     | MF  | Fumiya Unoki      |
| 38 | Japan     | A   | Yugo Masukake     |
| 39 | Japan     | A   | Kaito Mori        |
| 44 | Japan     | F   | Takumi Kamijima   |
| 46 | Japan     | MV  | Kenta Matsumoto   |
| 49 | Brasilien | A   | Douglas           |

## Tidigare spelare
- Keiji Tamada
- Tadanari Lee
- Kisho Yano
- Hiroki Sakai
- Ryozo Suzuki
- Yusuke Omi
- Yoshitada Yamaguchi
- Minoru Kobata
- Shusaku Hirasawa
- Kazuhisa Kono
- Akira Matsunaga
- Toshio Takabayashi
- Nobuo Kawakami
- Masaki Yokotani
- Akira Nishino
- Yoichi Doi
- Tatsuhiko Seta
- Shigemitsu Sudo
- Toru Yoshikawa
- Hiroyuki Usui
- Tetsuo Sugamata
- Tetsuya Totsuka
- Koichi Hashiratani
- Tomoyuki Kajino
- Shinichiro Tani
- Masanao Sasaki
- Kentaro Sawada
- Naoki Sakai
- Takeshi Watanabe
- Tadatoshi Masuda
- Wagner Lopes
- Hideaki Kitajima
- Tomokazu Myojin
- Yasuhiro Hato
- Yoshiteru Yamashita
- Koki Mizuno
- Mitsuru Nagata
- Naoya Kondo
- Masato Kudo
- Yuki Otsu
- Junya Tanaka
- Daisuke Suzuki
- César Sampaio
- Müller
- Careca
- Edílson
- Dudu Cearense
- França
- Antônio Carlos Zago
- Ricardo Alexandre dos Santos
- Paulo Jamelli
- Nélson Luís Kerchner
- Valdir Benedito
- Hristo Stoitjkov
- Seydou Doumbia
- Ever Palacios
- Pavel Badea